# Marius Ambrogi
Marius Jean Paul Elzeard „Marc“ Ambrogi (9. června 1895 Marseille – 25. dubna 1971 Marseille) byl 21. nejúspěšnější francouzský stíhací pilot první světové války s celkem 14 uznanými sestřely.
Jednalo se o 14. nejúspěšnějšího specialistu na sestřelování balónů ze všech letců první světové války – z jeho 14 sestřelů bylo 11 balónů.
Během války získal mimo jiné tato vyznamenání: Médaille militaire, Légion d'honneur a Croix de Guerre.
Jako stíhací pilot bojoval i v druhé světové válce, v níž docílil 1 sestřelu.